# مك ماسترفيل (كيبك)
مك ماسترفيل (بالإنجليزية: McMasterville, Quebec)‏ هي بلدية محلية في كيبيك تقع في كندا في La Vallée-du-Richelieu Regional County Municipality. يقدر عدد سكانها بـ 5,615 نسمة ومساحتها 3.40 كم2 .